# Пелагія і білий бульдог
«Пелагія і білий бульдог» — перший роман у трилогії «Пригоди Пелагії» (серія «Провінційний детектив») російського письменника Бориса Акуніна, написаний у 2001 році. У 2009 році на основі роману режисером Юрієм Морозом за підтримки телеканалу «Росія» був випущений 8-серійний телесеріал «Пелагія і білий бульдог».

## Сюжет
Дія відбувається в Росії XIX століття а саме, у Заволзький губернії.
У губернський центр, місто Заволжськ, зі столиці приїжджає синодальний інспектор Бубєнцов із завданням провести розслідування на предмет появи в губернії проявів язичництва і припинення таких, поверненням відступників у справжнє православ'я. У ході свого розслідування він виходить на місцевих мешканців, котрі, хоч і прийняли християнство, однак досі зберегли багато язичницьких вірувань та звичаїв. Місцеві жителі, у тому числі й представники верховної влади, губернатор і архієрей-владика, зовсім не йдуть назустріч інспектору у його справі — вони багато років жили пліч-о-пліч з місцевими напівязичниками, звикли до їхнього сусідства і не прагнуть влаштовувати жодних репресій на релігійному ґрунті. Однак Бубєнцов, прагнучи вислужитися перед столичним обер-прокурором, зовсім не збирається відступатися від свого завдання.
Тим часом архієрей отець Митрофаній опиняється в скрутному становищі: його тітка, яка проживає у маєтку Дроздівка, поскаржилася йому, що хтось хоче винищити її білих племінних бульдогів, виведенню нової породи яких вона присвятила багато років, перейнявши цю справу від покійного чоловіка. Вона підозрює, що причина злочинів криється в бажанні зловмисників підірвати здоров'я та посягти на значну спадщину вдови.
Їхати в маєток самому, як хоче від нього тітонька, — скрутно, у архієрея і важливіших справ вистачає, в той же час проігнорувати прохання не можна. Ось і вирішує владика відправити до маєтку тітки свою духовну доньку, черницю Пелагію (мирське ім'я Поліна Лісіцина), хоч і дуже юну, однак кмітливу. Саме вона раніше допомагала йому в розслідуванні заплутаних та таємничих справ.

## Екранізація
Основна стаття: Пелагія і білий бульдог (фільм)
Російський телесеріал 2009 року, екранізація однойменної книги Бориса Акуніна про пригоди черниці Пелагії. Перший із романів серії Провінційний детектив
Жанр: детектив
Режисер: Юрій Мороз 
У головних ролях: 
Поліна Кутепова, Олександр Феклістов, Олександр Голубєв, Вікторія Ісакова, Віктор Маркін, Максим Матвєєв, Олена Плаксіна, Тимофій Трібунцев, Сергій Угрюмов, Ніна Усатова 
Випущено: Студія Мороз-фільм на замовлення Централ Партершип 
Тривалість: 8 серій по 42 хв 